# 弗洛朗丝·巴弗雷尔-罗贝尔
弗洛朗丝·巴弗雷尔-罗贝尔（法語：Florence Baverel-Robert，1974年5月24日—），法国女子冬季两项运动员。她曾代表法国参加2006年冬季奥林匹克运动会冬季两项比赛，获得一枚金牌和一枚铜牌。